# Artillerie-Fliegerabteilung 206
Artillerie-Fliegerabteilung 206 – AFA 206 (Artyleryjski oddział lotniczy nr 206) – niemiecka jednostka obserwacyjna i rozpoznawcza wspomagania artyleryjskiego Luftstreitkräfte z początkowego okresu I wojny światowej.

## Informacje ogólne
Jednostka została utworzona w dniu 6 sierpnia 1915 roku we Fliegerersatz Abteilung Nr. 9. Jednostka uczestniczyła w walkach na froncie zachodnim.
30 listopada 1916 roku jednostka została przeformowana i zmieniona we Fliegerabteilung 206 (Artillerie) – (FA A 206).
W jednostce służyli m.in. Ernst Udet późniejszy dowódca Jagdstaffel 4 i drugi pod względem zwycięstw powietrznych po Manfredzie von Richthofenie as myśliwski Cesarstwa Niemieckiego.

## Dowódcy eskadry
| Stopień | Nazwisko       | Okres |
| ------- | -------------- | ----- |
| kapitan | Bruno Justinus |       |